# Asino (isola)
Asino o Tovar (in croato Tovarnjak) è un isolotto disabitato della Croazia situato a est dell'isola di Melada.
Amministrativamente appartiene alla città di Zara, nella regione zaratina.

## Geografia
Asino si trova 685 m a nordovest di punta Glavizza (rt Glavica), lungo la costa centro-orientale dell'isola di Melada. Nel punto più ravvicinato, punta Darchio (Artić) nel comune di Brevilacqua, dista dalla terraferma 18,4 km.
Asino è un isolotto di forma irregolare, orientato in direzione nordovest-sudest, che misura 610 m di lunghezza e 170 m di larghezza massima. Ha una superficie di 0,0801 km² e uno sviluppo costiero di 1,548 km. Al centro, raggiunge un'elevazione massima di 21 m s.l.m..

### Isole adiacenti
- Lipiccio (Mladinj), scoglio ovale situato nei pressi della punta rt Mladinj su Melada e 985 m a sudovest di Asino.

### Cartografia
- (HR) Mappa topografica della Croazia 1:25000, su preglednik.arkod.hr.
- Carta di cabottaggio del mare Adriatico, foglio V, Milano, Istituto geografico militare, 1822-1824. URL consultato il 16 dicembre 2020 (archiviato dall'url originale il 23 agosto 2021).